# شوکت الصوفی
شوکت الصوفی (به لاتین: Shokat as-Sufi) شهری در استان رفح از توابع نوار غزه است.